# Igreja de Nossa Senhora do Livramento (Lagoa)

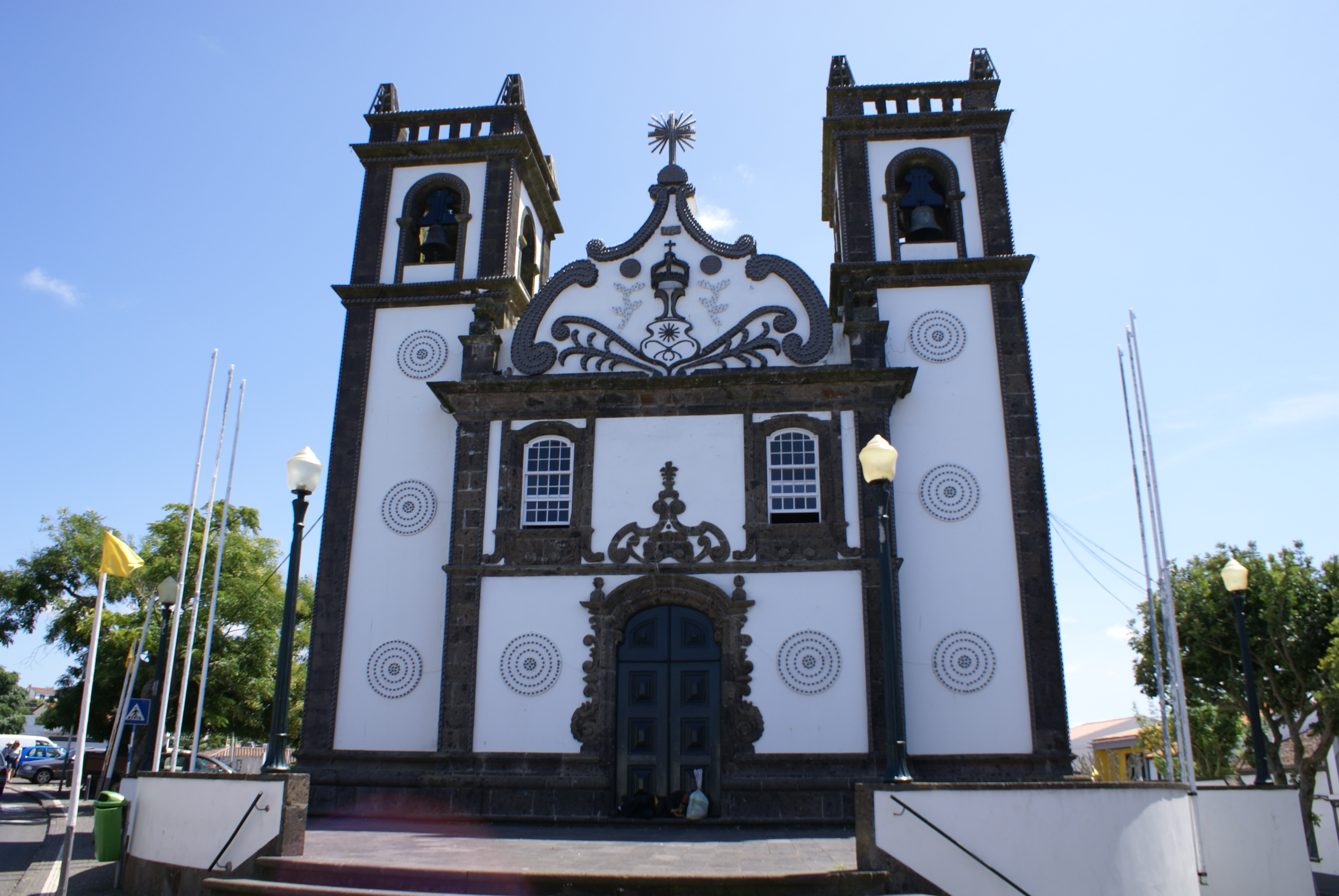
Igreja de Nossa Senhora do Livramento Ponta Delgada.

A Igreja de Nossa Senhora do Livramento localiza-se na freguesia do Livramento, concelho de Ponta Delgada, na ilha de São Miguel, nos Açores.

## História
Foi erguido por iniciativa de Manuel Alves de Lordelo, Familiar do Santo Ofício da Inquisição de Lisboa, que, por força do testamento que fez aprovar em 2 de janeiro de 1661, deu início à reunião dos fundos necessários para a sua construção.
O seu filho, o padre João Alves de Lordelo, mandou fazer uma escritura de doação dotando a igreja com oito alqueires de terra localizados mesmo junto à ermida então existente, sob a mesma invocação, para que, com o rendimento destes terrenos, fossem pagas as missas dos dias santificados.
Por força do alvará de 27 de outubro de 1727 esta localidade, então ainda aldeia, passou à categoria de curato; a paróquia foi criada em 11 de dezembro de 1837, por desanexação da de Rosto do Cão (São Roque), embora já tivesse registo paroquial desde 1833.
O semanário "O Preto no Branco", na sua edição de 24 de setembro de 1896, informava que foi o padre João Alves de Lordelo que promoveu a transferência deste templo à categoria de igreja.

## Lista de párocos desde1838
- Padre Maurício José Soares - desconhece-se a data da sua nomeação, nas surge como oficiante nos livros de casamento da paróquia desde 17 de julho de 1833, e como cura, até 27 de Outubro de 1846.
- Padre Francisco Moniz Pereira - surge como oficiante nos livros de casamento desde 9 de Novembro de 1846, como cura e como cura e pároco desde 15 de Julho de 1861. O último registo feito por este pároco é feito no dia 12 de Maio de 1890.
- Padre Leopoldo José da Costa - aparece como cura a oficiar nos livros de casamento desde o dia 29 de Maio de 1890 e como pároco desde 4 de Fevereiro de 1894.
- Padre Alexandre José da Silva Branco - natural da ilha do Faial, aparece nos livros da paróquia como cura e pároco de 31 de dezembro de 1898 a 25 de maio de 1899.
- Padre Manuel Correia Martins - natural desta mesma freguesia, aparece como oficiante nos livros de registo deste templo desde 25 de maio de 1899 até à incapacidade física do mesmo. Faleceu em 21 de dezembro de 1950.
- Padre Domingos da Silva Costa - natural da freguesia do Pico da Pedra, aparece como oficiante deste templo, com a categoria de vigário auxiliar desde janeiro de 1938 e como Vigário-Ecónomo a partir de 14 de março de 1948 até à data do seu falecimento, a 3 de março de 1986.
- Padre Domingos Inácio Machado - natural da freguesia de Rabo de Peixe, surge nos registos da paróquia como Vigário-Ecónomo desde 3 de março de 1986 até 31 de agosto de 1997, tendo sido reformado a seu pedido.

No dia 1 de setembro de 1997, foi feita a nomeação de uma equipa de três párocos, membros da Congregação dos Sacerdotes do Sagrado Coração de Jesus (Dehonianos). Tomou posse a 4 de outubro do mesmo ano e era assim constituída: 
- Padre Agostinho Pinto - natural de Estreito de Câmara de Lobos, ilha da Madeira;
- Padre Agostinho Basílio Teixeira Mendes - natural do Porto da Cruz, ilha da Madeira;
- Padre António Fernando Soller da Cunha Matos - natural de Manteigas.

Posteriormente, a equipa foi substituída apenas pelo mencionado Padre Agostinho Pinto.